# موروته گاری
موروته گاری (به ژاپنی: 双手刈)-(به انگلیسی: Morote gari) یکی از فنون و تکنیک‌های دستهٔ ناگه-وازا رشتهٔ ورزشی جودو است که در زیردستهٔ ته-وازا دسته‌بندی می‌شود. هدف از این تکنیک، وارد آوردن فشار و درگیرکردن اندام‌های تحتانی حریف است.